# Административное деление Саранска

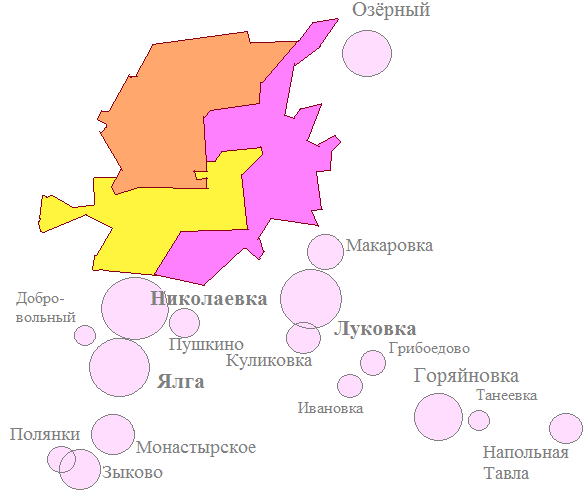
Районы Саранска
Ленинский
Октябрьский
Пролетарский

Город Саранск, столица Мордовии, административно разделён на 3 района.
В рамках административно-территориального устройства республики Мордовии, Саранск является городом республиканского значения, которому (в частности, Октябрьскому району) подчинены 3 рабочих посёлка (пгт) и 13 сельских населённых пунктов; в рамках организации местного самоуправления город вместе с подчинёнными населёнными пунктами образует муниципальное образование городской округ Саранск.
Районы города не являются муниципальными образованиями.

## Районы
| №        | Район                           | Площадь, км² | Население, чел. (2021) | Код ОКАТО  |
| -------- | ------------------------------- | ------------ | ---------------------- | ---------- |
| 1        | Ленинский район                 | 32           | ↘103 628               | 89 401 364 |
| 2        | Октябрьский район               | 27           | ↗120 678               | 89 401 366 |
| 3        | Пролетарский район              | 26           | ↘90 565                | 89 401 368 |
| 3.000001 | итого Саранск (городская черта) | 85           | ↘309 349               |            |

## Жилые массивы
Кроме районов, существует неофициальное разделение города на жилые массивы, части.
В Ленинском районе:
- Центральная часть (т. н. центр)
- Юго-западная часть (т. н. Юго-Запад)
- Южная часть (т. н. Низы)

В Октябрьском районе:
- Северный жилой массив — ТЭЦ-2
- Южный жилой массив
- Восточный жилой массив — Заречный (т. н. Химмаш)

В Пролетарском районе:
- жилой массив «Светотехника» (т. н. «Светотехстрой») на северо-западе Саранска.[4]

В повседневной жизни, включая маршрутизацию городской транспортной системы, используются другие, исторически сложившиеся названия районов города и окрестностей — Центр (иногда Город), Светотехстрой, Элеватор, Юго-Запад, Химмаш (старый и новый), Низы, Посоп, ТЭЦ-2, Цыганский, Промзона, Ремзавод. Исторически сложившаяся городская застройка отражает неофициальное деление города, однако новые строения часто возводятся в пространстве между районами.

## Населённые пункты
Городу Саранску (его Октябрьскому району) подчинены 3 рабочих посёлка (пгт) и 13 сельских населённых пунктов, вместе с которыми он образует городской округ Саранск.
| №  | Населённый пункт | Тип     | Население (чел.) | Соответствие административно- территориальной единице |
| -- | ---------------- | ------- | ---------------- | ----------------------------------------------------- |
| 1  | Саранск          | город   | ↘309 349         | г. Саранск                                            |
| 2  | Горяйновка       | село    | ↗1136            | Горяйновский сельсовет                                |
| 3  | Грибоедово       | село    | ↘74              | Горяйновский сельсовет                                |
| 4  | Добровольный     | посёлок | ↘66              | р.п. Николаевка                                       |
| 5  | Зыково           | село    | ↘981             | Зыковский сельсовет                                   |
| 6  | Ивановка         | деревня | ↗65              | Горяйновский сельсовет                                |
| 7  | Куликовка        | село    | ↗870             | р.п. Луховка                                          |
| 8  | Луховка          | пгт     | ↗9036            | р.п. Луховка                                          |
| 9  | Макаровка        | село    | ↗856             | р.п. Луховка                                          |
| 10 | Монастырское     | село    | ↘918             | Зыковский сельсовет                                   |
| 11 | Напольная Тавла  | село    | ↗512             | Напольно-Тавлинский сельсовет                         |
| 12 | Николаевка       | пгт     | ↘3725            | р.п. Николаевка                                       |
| 13 | Озёрный          | посёлок | ↗1556            | Озерный сельсовет                                     |
| 14 | Полянки          | деревня | ↘457             | Зыковский сельсовет                                   |
| 15 | Пушкино          | посёлок | ↘633             | р.п. Николаевка                                       |
| 16 | Танеевка         | деревня | ↘65              | Горяйновский сельсовет                                |
| 17 | Ялга             | пгт     | ↘6442            | р.п. Ялга                                             |

## История
31 марта 1972 года Верховный Совет РСФСР принял Указ об образовании Ленинского и Пролетарского районов в городе Саранске. Согласно Указу Президиума Верховного совета РСФСР 15 августа 1985 года из части их территории был выделен Октябрьский район города.